# Головчинский, Константин
Князь Константин Ярославович Головчинский (? — осень 1620) — государственный деятель Великого княжества Литовского, каштелян мстиславский (1611—1620) и староста кричевский (1611—1620).

## Биография
Представитель княжеского рода Головчинских (Рюриковичи) герба «Лебедь». Сын князя Ярослава Ярославовича Головчинского (? — 1622) и Констанции Иеронимовны Ходкевич. Брат — воевода мстиславский, князь Александр Головчинский (ок. 1570—1617).
В 1611 году князь Константин Головчинский был назначен каштеляном мстиславским, в том же году получил во владение староство кричевское.
Осенью 1620 года князь Константин Головчинский скончался.

## Семья и дети
Имя и происхождение жены неизвестны. В браке имел двух сыновей и двух дочерей:
- Николай Головчинский (? — 1658), хорунжий оршанский (с 1644)
- Юрий (Ежи) Головчинский (? — 1648/1649)
- Анна Головчинская, жена Яна Хршчановича
- Софья Головчинская, жена Александра Паца (? — 1634)